# Скерневице
Скерневице (пол. Skierniewice) — город в Лодзинском воеводстве, в Скерневицком городском повяте, расположен на полпути между Варшавой и Лодзью, на равнине Лович-Блонье.  Скерневице окружены Болимовским лесом на севере, Звежинецким лесом на западе и лесами в Стробове и Паметне на юго-востоке. Город расположен на берегах Скерневки и Равки. Город основан в XIII в., статус города от 1457 года. В 1975—1998 годах город был центром Скерневицкого воеводства.
По данным на 30 июня 2004 г., население составляет 49 142 жителей. Площадь города — 32,6 км².

## История
Первые упоминания о Скерневице относятся к 1359 году, когда архиепископ Ярослав Богория из Скотников встретился в Скерневице с Семовитом III, князем Мазовецким. Во время правления архиепископов гнезненских Скерневице развивалось и росло как владение в составе княжества Ловичского. 
19 февраля 1457 г. Ян Одроваз из Спровы подписал чартерную привилегию Скерневице в Унеюве. Он перестроил и заселил город, построил церковь и установил рыночные дни по четвергам и субботам, а также ярмарку 25 июля.
В 1610 г. был возведён дворец архиепископа, куда приезжали короли Польши. Дворец и готический костёл сгорели в начале XVIII века. В 1721 году дворец был отремонтирован, а архиепископ Станислав Шембек построил новую церковь св. Станислава в стиле барокко. Загородная резиденция епископа многократно перестраивалась, в том числе в 1780 году по проекту Э. Шрёгера. 
Последним предстоятелем Скерневице был Игнаций Красицкий. Последним среди епископов её занимал Игнацы Красицкий. Именно в Скерневице он писал свои сказки. Он также издавал здесь свою газету "Co Tydzien".
В результате раздела Польши Скерневице был присоединён к Пруссии и начал приходить в упадок. Ещё одно изменение произошло с Наполеоновскими войнами. В то время Скерневице находился в границах Варшавского герцогства, а после падения Наполеона — в руках русских императоров.
В Скерневице проходил конгресс «Трёх Чёрных Орлов» – переговоры императоров России, Германии и Австро-Венгрии (1873, 1881, 1884).
Когда Скерневице входил в состав России, в городе были казармы, в которых размещались 38-й пехотный Тобольский полк (1892-1910), а затем 31-й пехотный Алексопольский полк (1910-1914). Первая войсковая церковь, построена для 38-го Тобольского пехотного полка. Полковник Ожаровский решил построить храм в память о смерти царя Александра III. Большая часть суммы, необходимой для строительства, собрана на взносы офицеров и солдат гарнизона. Царь Николай II пожертвовал 5 тысяч рублей, военное министерство - 38 тыс. рублей. Стоимость строительства составила до 138 тысяч злотых. рублей. Георгиевская церковь располагалась на окраине города, рядом с казармами, высоко на северном берегу реки, а это означало, что храм был виден издалека. Первый камень в фундамент был заложен 22 июля 1899 г. Кирпичный храм на гранитном фундаменте. Георгиевская церковь с колокольней высотой 53 метров была рассчитана на тысячу человек. Изготовленный в Москве иконостас был подарен покровителем полка, вел. кн. Сергеем Александровичем. Церковь была освящена 3 декабря 1903 г. Рядом с православным храмом был установлен памятник с бюстом царя Александра III. В 1910 году после ухода из Скерневице Тобольского полка, казармы и церковь принял 31-й Алексопольский пехотный полк. Тогда и был решено повторно освятить храм в честь Рождества. Церковь пострадала во время II-й мировой войны (1939-1945). После восстановления независимости Польши, была передана католической церкви. Храм был переделан путём удаления куполов и колокольни. Из реквизита церкви остались только две православные иконы, которые висели в проходе. В 1921 году на территории бывшего российского гарнизона разместился 18-й пехотный полк Войска Польского. Бывшая православная церковь была передана воинскому духовенству полка и в ней начали вестись службы католического обряда. В начала 1930-х годах проект по окончательной перестройке церкви в костёл был доверен варшавскому архитектору Эдгару Норверту (польск. Edgar Norwerth). Храм пережил войну, времена Польской Народной Республики и сохранился до нашего времени в хорошем состоянии. В настоящее время это Успенская церковь (костёл Успения пресвятой девы Марии).
В XIX веке Скерневице — загородная резиденция великого князя Константина Павловича и его супруги, княгини Лович. Резиденция архиепископа была перестроена в стиле неоренессанса; более архаичные формы возвращены в ходе реконструкции 1960-х годах. Во второй половине XIX века — охотничье угодье русских императоров.
В 1914 году во время Первой мировой войны недалеко от Скерневице произошло несколько крупных сражений между русскими и немцами, во время которых городу был нанесён значительный ущерб. 24 октября 1914 г. русские освободили город. Они отошли в декабре, когда стабилизировался фронт на соседней реке Равка. В ходе этих боёв немецкие войска впервые применили токсичный газ.
С окончанием Первой мировой войны, в 1918 году, Скерневице снова начал развиваться. Появились многочисленные производственные мощности, в том числе - стекольный и фанерный заводы.
Во время Второй мировой войны, в сентябре 1939 года, немцы оккупировали Скерневице. В окрестностях города развернулось активное партизанское движение.
17 января 1945 г. советские войска (1-й Белорусский фронт) освободили Скерневице. В боях (предположительно, от шальной пули) погиб знаменитый художник Эдвард Окунь.
После войны город стал важным центром развития сельского хозяйства. В 1951 году был открыт Научно-исследовательский институт садоводства и цветоводства, а в 1964 году - Научно-исследовательский институт овощных культур. Кроме того, Институт генетики растений Польской академии наук сыграл важную роль в развитии Скерневице. 
В Скерневице квартировали: 1-я Варшавская Дивизия пехоты им. Тадеуша Костюшки; штаб 1-й учебной пехотной дивизии Народного Войска Польского (1945-1990).

## Достопримечательности
- Скерневице - город, внесённый в список памятников архитектуры. Гордость Скерневице – великолепный дворец архиепископов гнезненских (1610-1619), в стиле классического барокко, а также часовня, построенная в 1761-1765 гг. архитектором Ефраимом Шрегером. Дворец располагается в ландшафтном парке, разбитом в XIX веке, на обоих берегах реки Лупии, занимает 42 Га. Помимо самого дворца, примечательны дворцовые флигеля и вилла «Александрия», известная также как охотничий особняк «Сэбадяны», построенная в 1841 году архитектором Адамом Идзиковским, дворец Романовых, мыза Лиственница (польский: Dworek Modrzewiowy, 1879-1889).
- Одной из крупнейших достопримечательностей является деревянная усадьба XVIII века, в которой жила Констанция Гладковска - муза Фридерика Шопена, где сейчас находится Палата истории Скерневиц.
- Казармы русских войск с конца XIX века.
- Заслуживают посещения церкви: Святого Станислава (1720), Святого Иакова Апостола (1781) и Успения Пресвятой Богородицы (1899-1903).
- Городская ратуша , построенная по проекту Хенрика Маркони (1847), в стиле неоренессанса, на месте старого деревянного здания, частично перестроенная в 1918 году, во время II-й мировой войны – тюрьма.
- На главной Рыночной площади города «сидит» профессор Шчепан Александр Пенензек (ещё точнее – его скульптура). Пенензек превратил Скерневице в яблочный рай. В 1951 году он основал Институт садоводства и совершил настоящую революцию в системе выращивания фруктов и цветущих растений. Пенензек мечтал, чтобы килограмм яблок в Польше стоил столько же, сколько и килограмм хлеба. Благодаря его многолетним исследованиям и научным работам, сегодня этот вкусный и полезный фрукт доступен каждому. Профессор Пенензек привёз в Польшу американские яблочные сорта, самый известный из которых – «Макинтош», дал название одному из компьютеров фирмы «Apple». Городские власти всячески поддерживают фруктовые традиции Скерневице и каждый год устраивают красочный Праздник Цветов, Фруктов и Овощей. Во время фестиваля проходит обязательная дегустация вкусного яблочного пирога – шарлотки.
- Вокзал в Скерневице на Варшавско-Венской железной дороге. Построен в 1875 году по проекту Яна Хеурикра-отца, под надзором E. Каплиньского, по архитектуре напоминает модные во второй половине XIX в. неоготические формы оборонной архитектуры, в т.ч. английской готики и кирпичной готики северных районов Европы. Главным элементом вокзала является полукруглое стояночное депо для паровозов на 23 места. Во времена 2-й Мировой войны депо было уничтожено гитлеровскими войсками, но, благодаря Польской ассоциации любителей железной дороги, полностью отреставрировано в послевоенные годы. С начала 1988 года Польское общество любителей железных дорог создаёт коллекцию памятного подвижного состава, насчитывающую на сегодняшний день около 100 экспонатов, с многочисленным оборудованием (семафоры, регулировочные устройства, устройства связи) представленную здесь, в первом в Польше общественном музее старых ж/д. Уникальные железнодорожные вагоны – поражают своим разнообразием. Первое место в списке достояния музея занимают вагоны, обладающие кинематографическим опытом. Некоторые из них «снимались» в таких известных фильмах, как «Список Шиндлера, «Пианист», «Генералы Нила». В 1994 году благодаря стараниям Польского товарищества любителей ж/д (PSMK) комплекс депо был вписан в реестр памятников старины.
- В старинном живописном городке Скерневице, на железнодорожной императорской станции можно «встретить» самого Станислава Вокульского, посетить очаровательный деревенский дворец, насладиться вкусом восхитительной шарлотки или скерневицкого сидра из местных яблок, которые прославили этот фруктовый городок на весь мир.
- Помимо интересных памятников, Скерневице может похвастаться множеством музыкальных, театральных, литературных и художественных мероприятий. Ежегодно здесь проходит несколько фестивалей. Самыми интересными являются: Rock May Festival, Ethnosfera, Skierniewicki Odcinek Kabaretowy (английский: Skierniewice Cabaret Episode), Festiwal Muzyki Romantycznej (английский: Фестиваль романтической музыки) и Skierniewicki Salon Muzyczny (английский: Skierniewice Music Room).
- Скерневице оценят любители активного отдыха и туризма. В городе и его окрестностях есть несколько троп, пешеходных и велосипедных дорожек: три синих (тропа старых усадеб, тропа Птиц Скерневицкого района и тропа Вслед за Владиславом Реймонтом), две чёрные (Скерневице - Равка - вокзал - Неборов и 44-километровая пешеходная тропа от Скерневице-Равки до Радзеёвице), одна жёлтая (20-километровая тропа от птичьего заповедника Стробов через Желязну до Запад) и одна зелёная (тропа сражений у Равки). В городе есть свои канатные городки, возможность спуститься по реке на каяках, на каноэ.

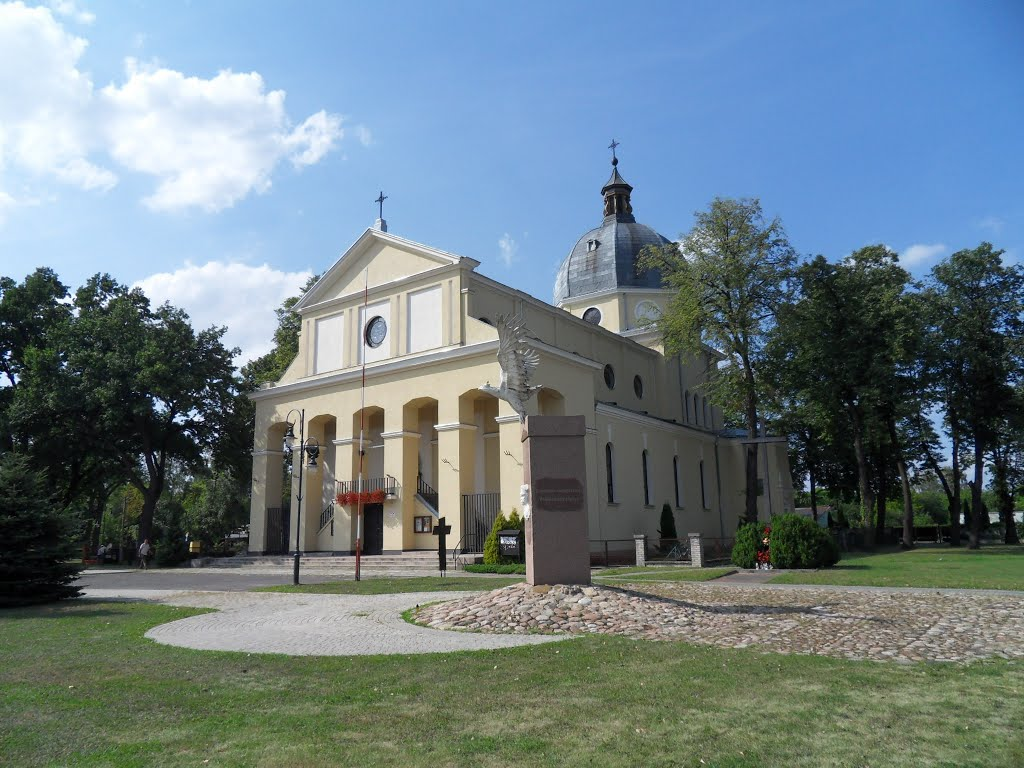
Скерневице. Костёл Успения Пресвятой Девы Марии
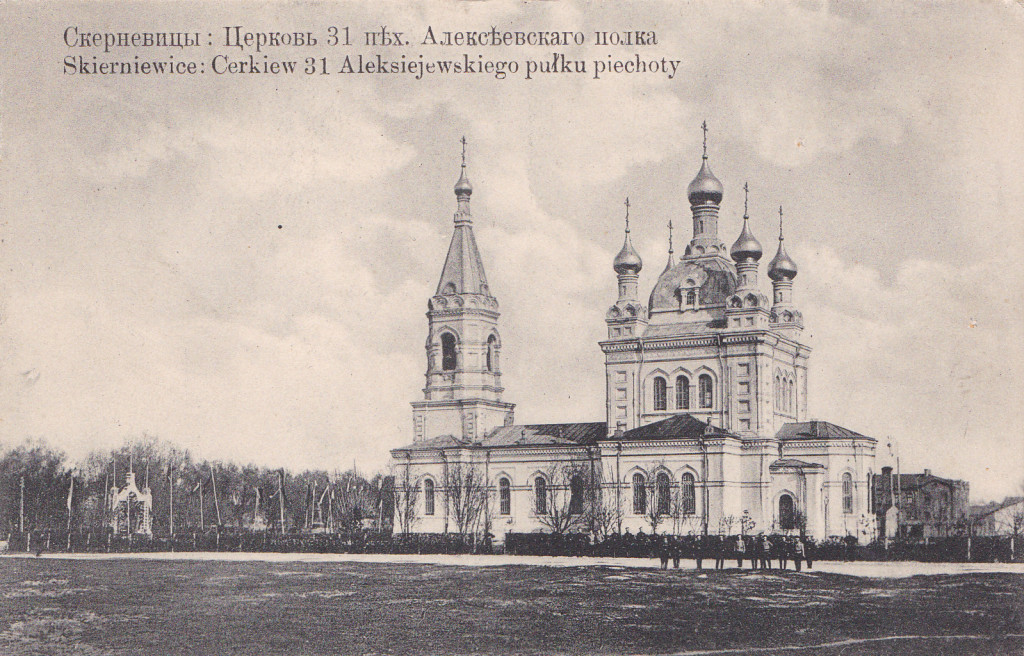
Скерневице. Церковь Тобольского полка, затем Алексопольского полка
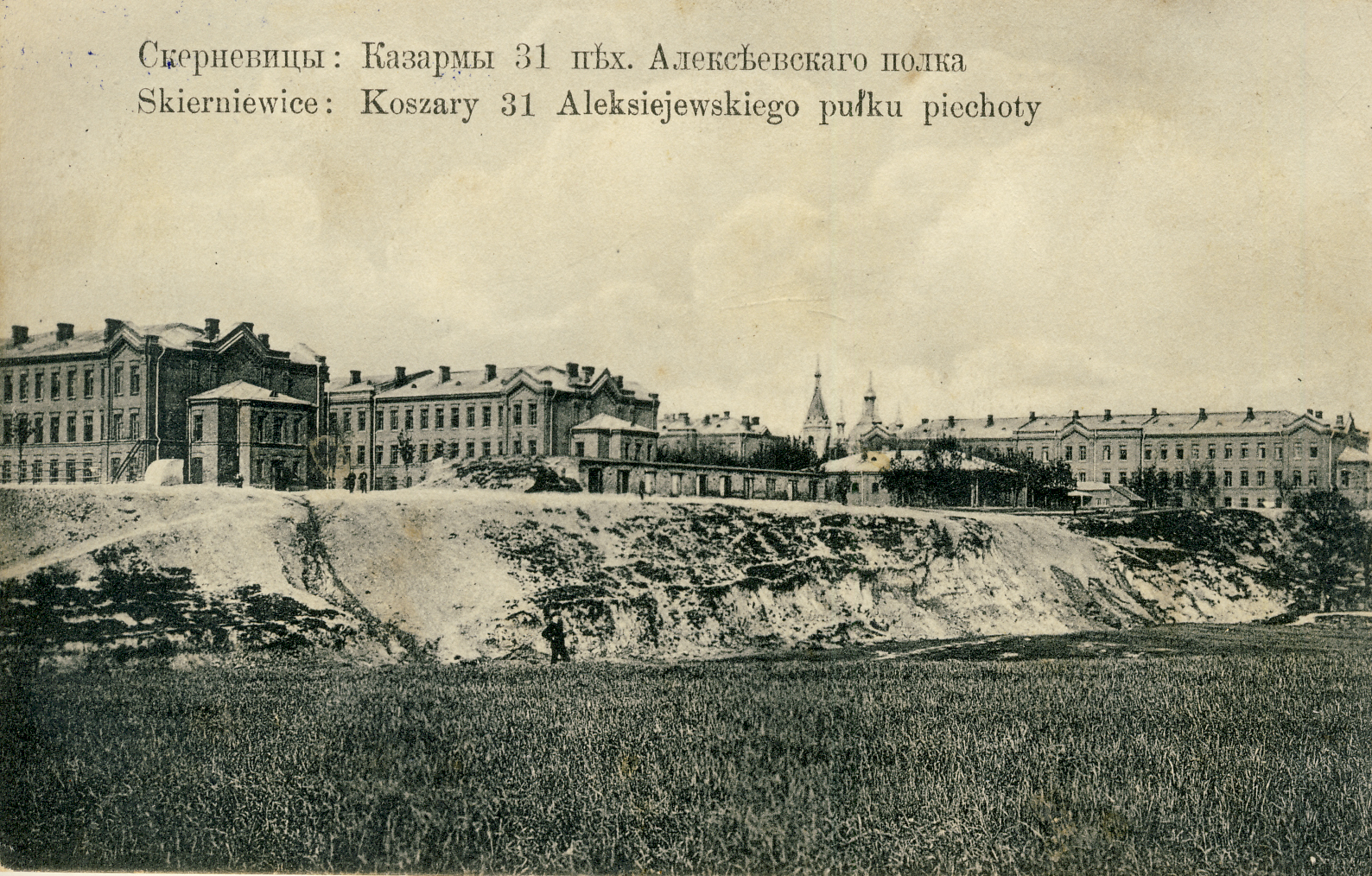
Скерневице. Военные казармы Тобольского и Алексопольского пехотных полков
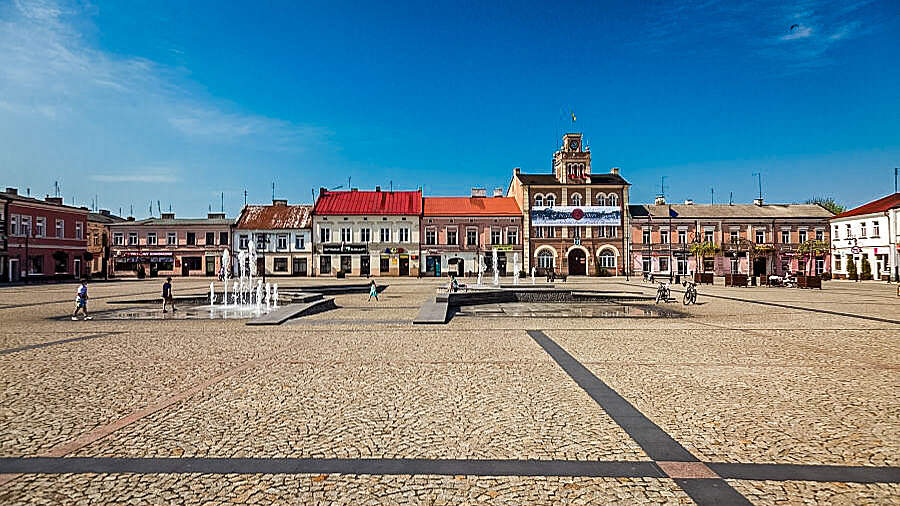
Скерневице. Рыночная площадь и ратуша
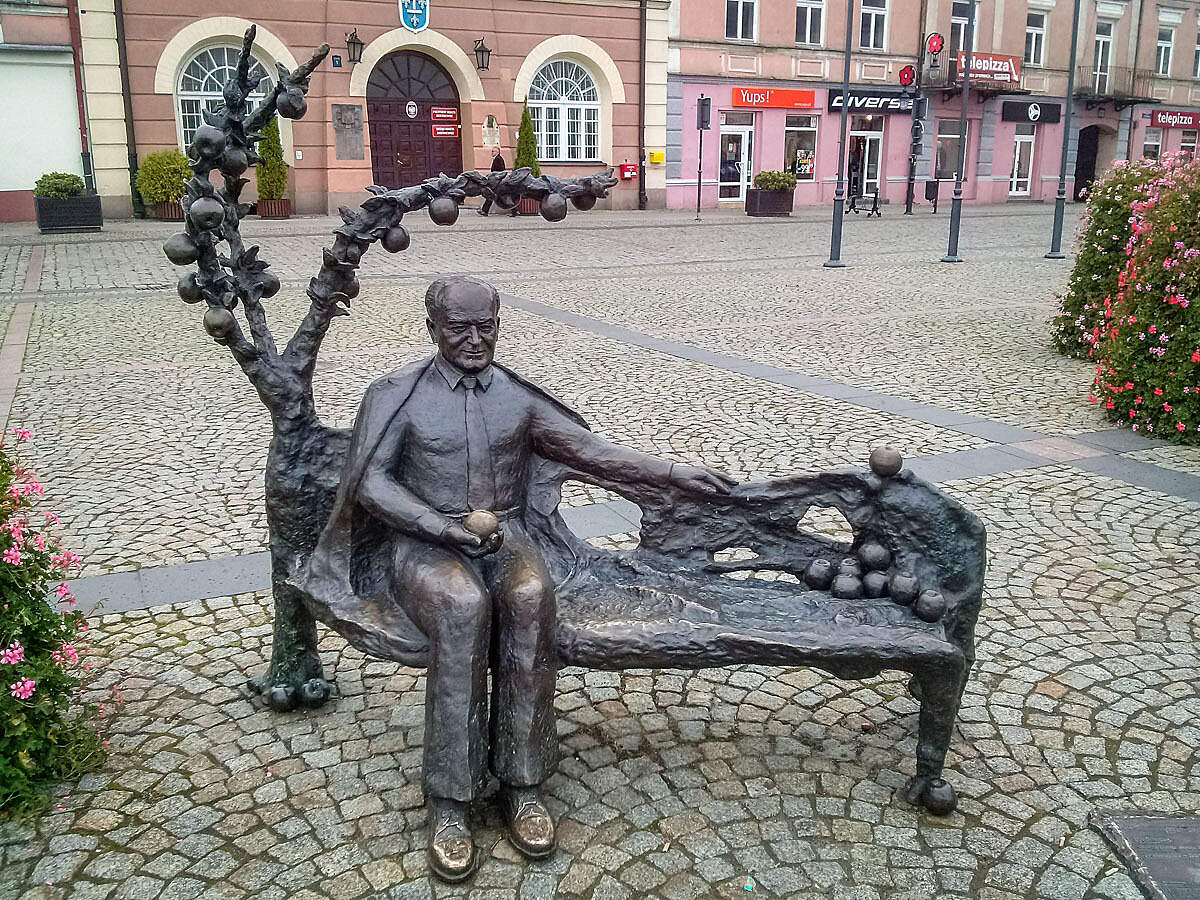
Скерневице. Шчепан Александр Пенензек
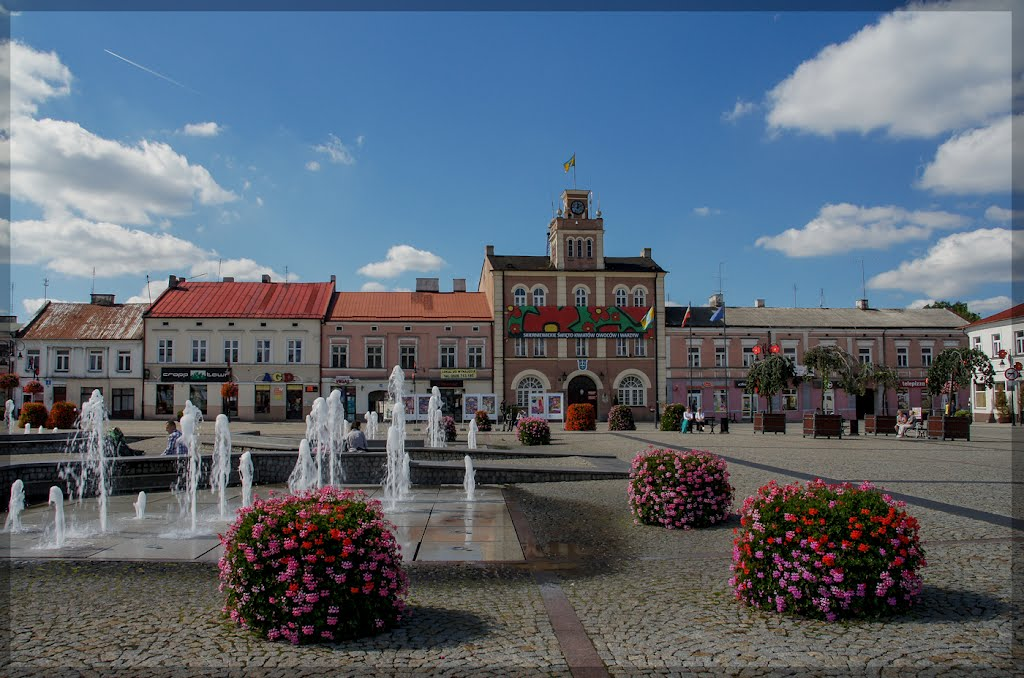
Скерневице. Фонтаны на рыночной площади
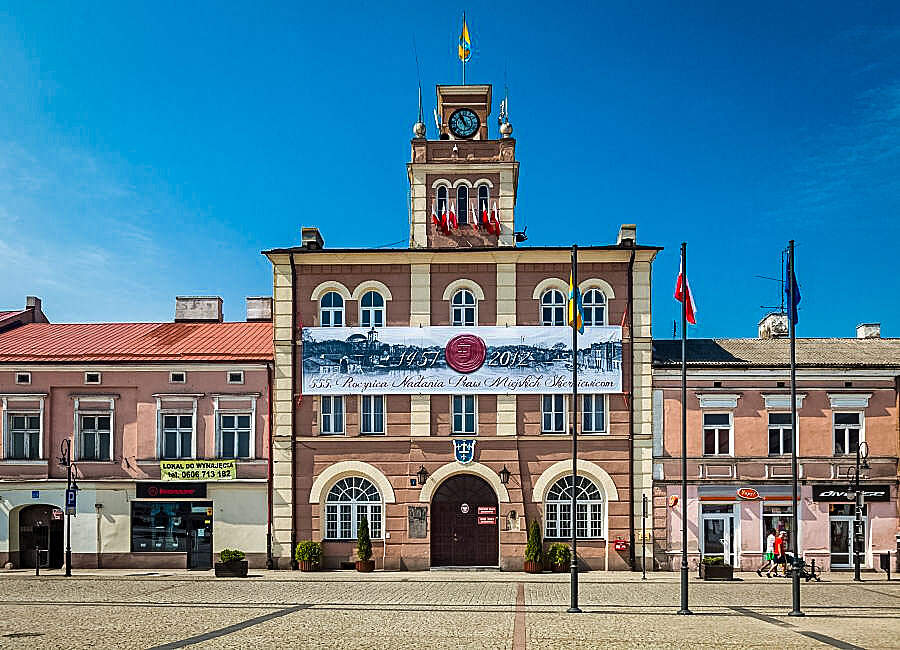
Скерневице. Ратуша на рыночной площади
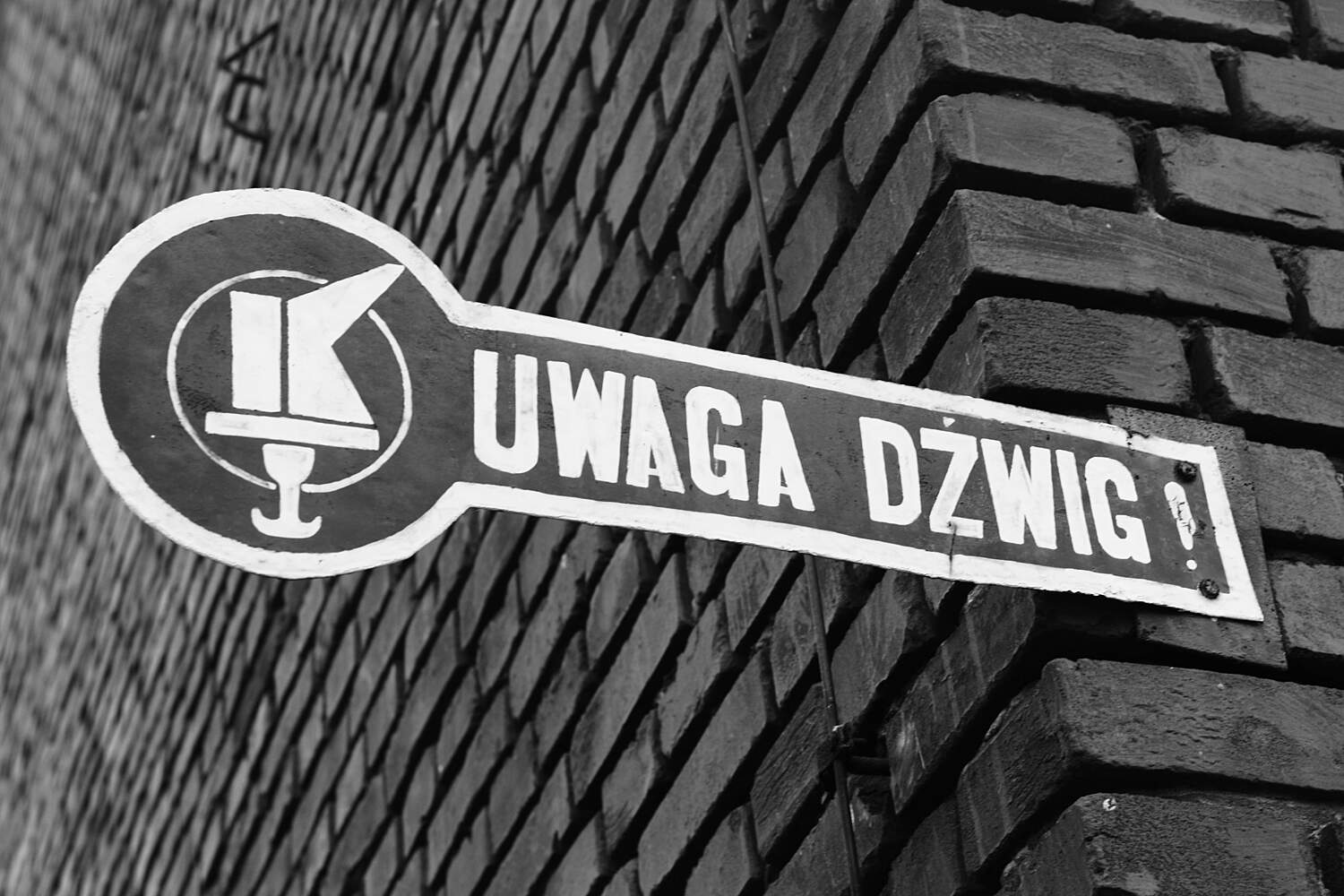
Скерневице. Музей - паровозное депо
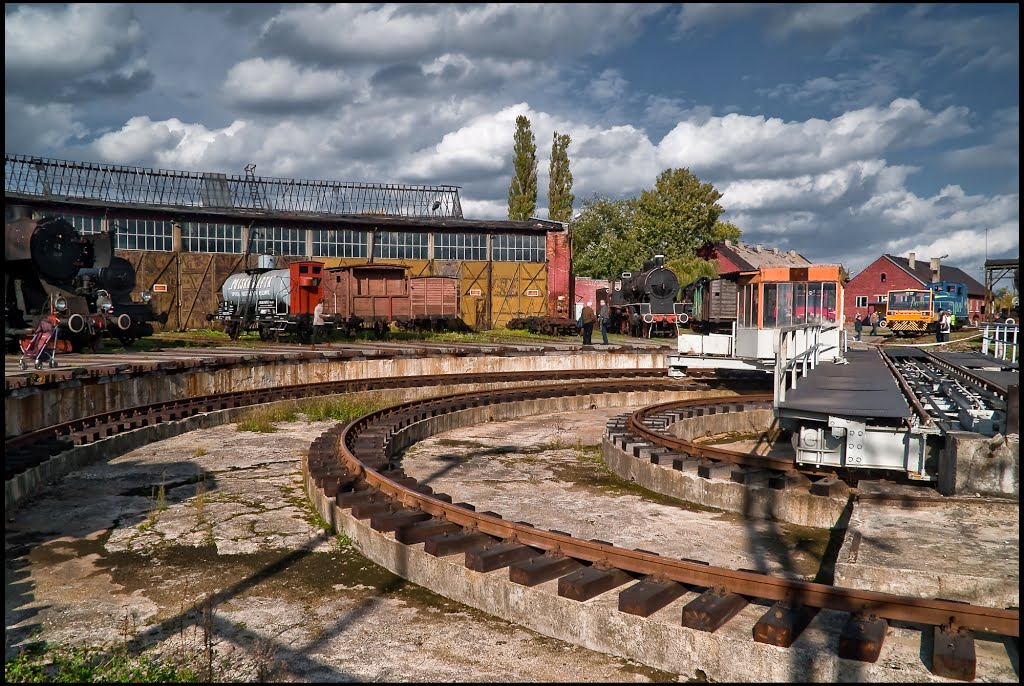
Скерневице. Музей - паровозное депо
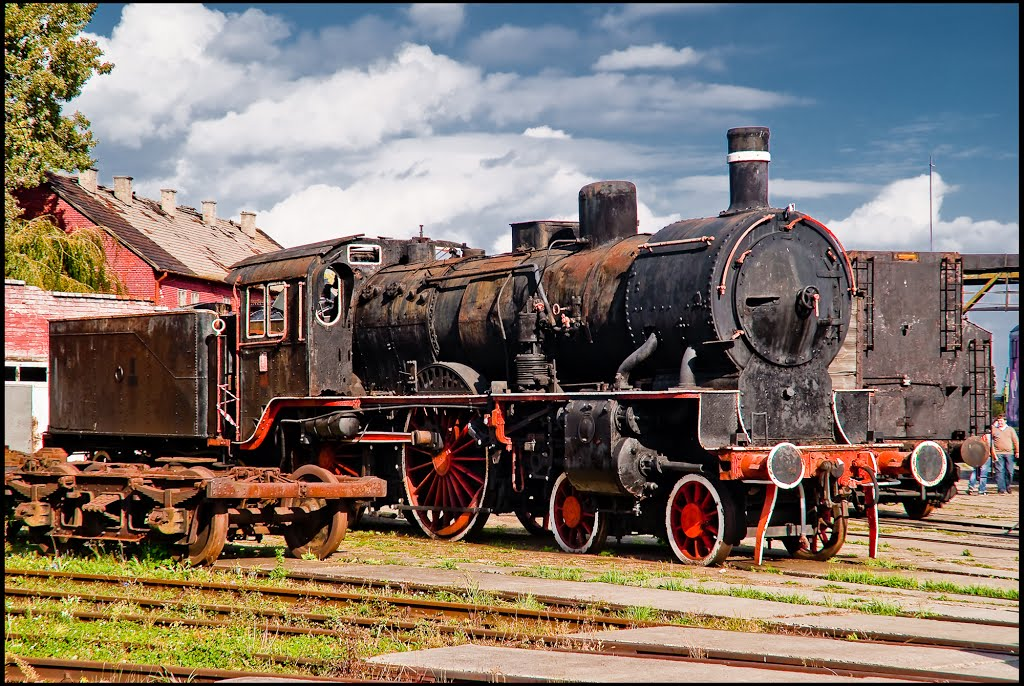
Скерневице. Музей - паровозное депо
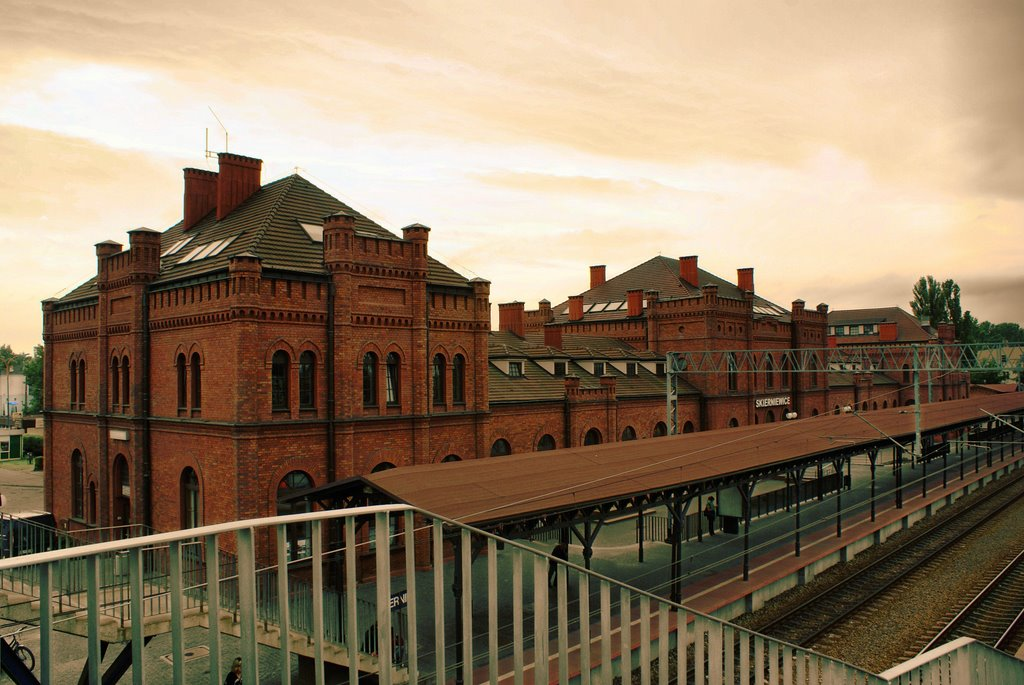
Скерневице. Железнодорожный вокзал
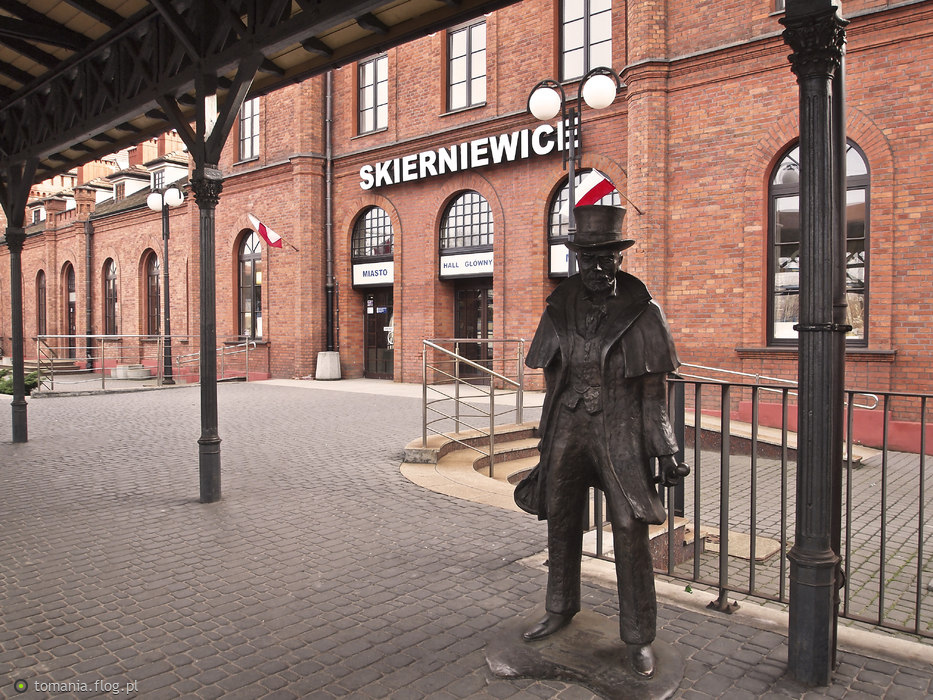
Станислав Вокульский
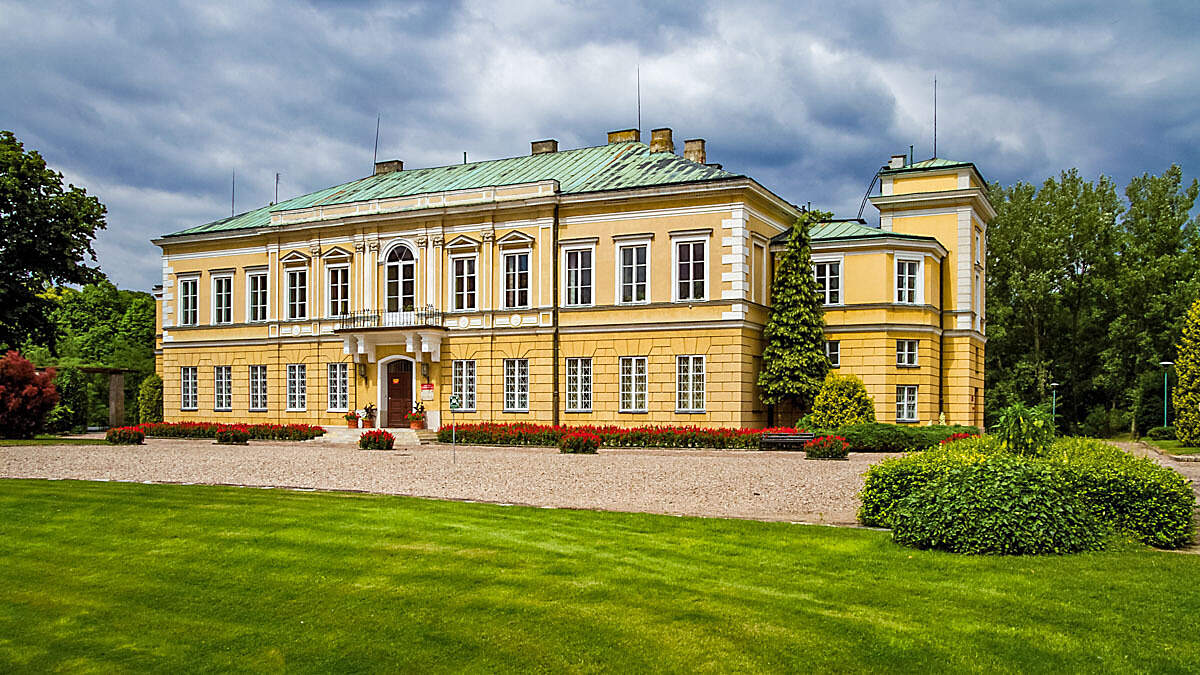
Скерневице. Дворец Романовых
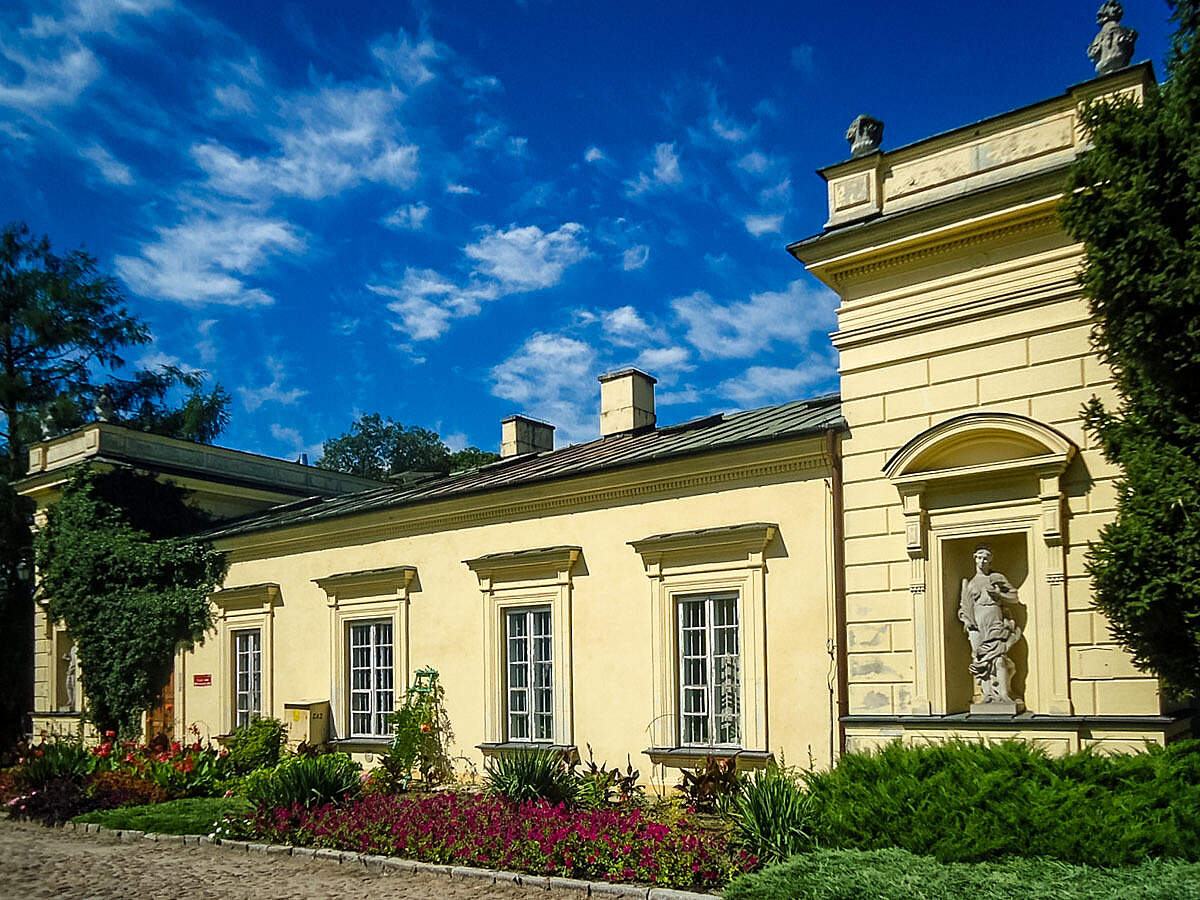
Скерневице. Дворец Романовых
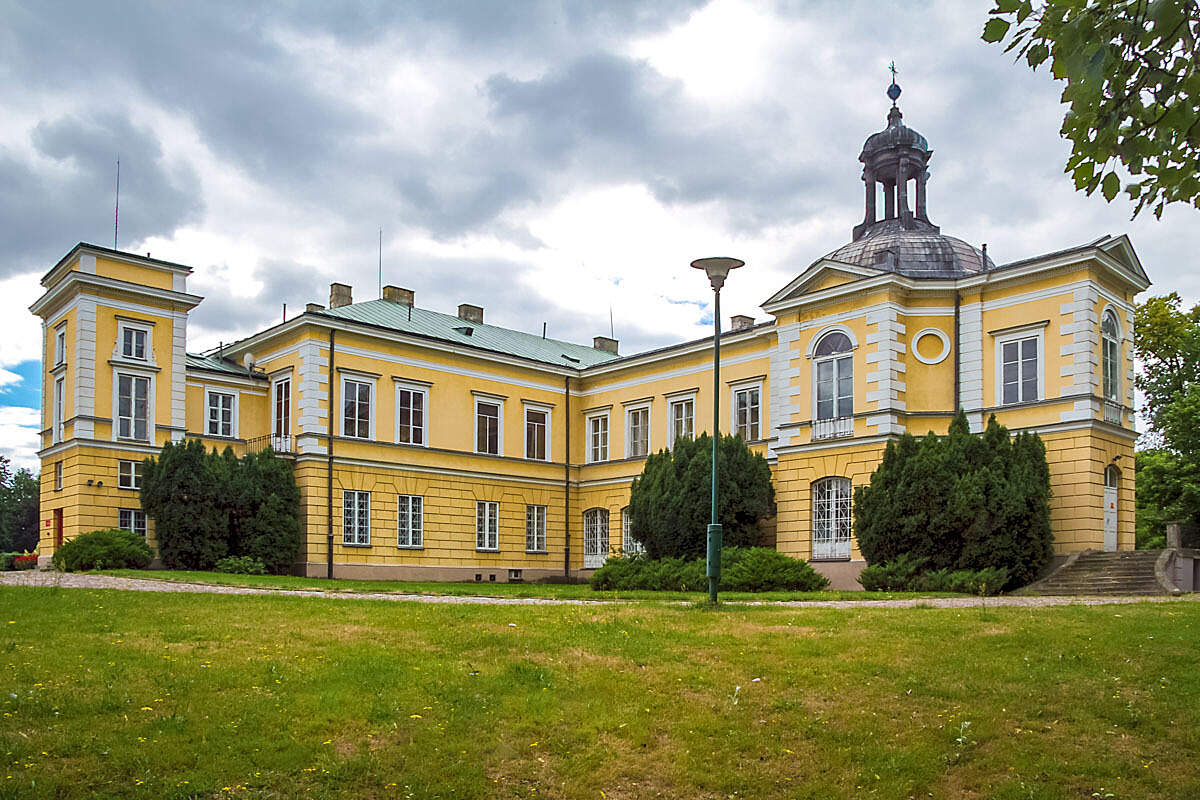
Скерневице. Дворец Романовых
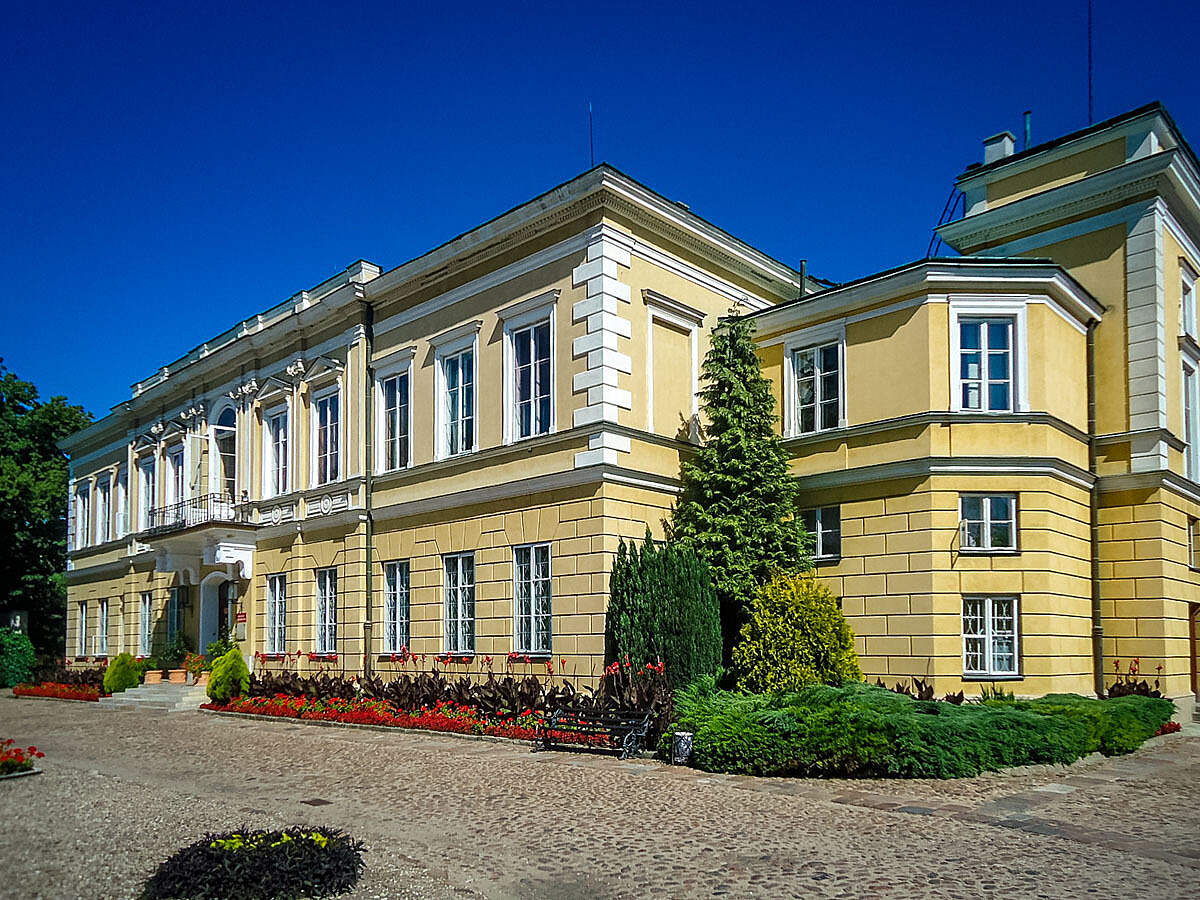
Скерневице. Дворец Романовых
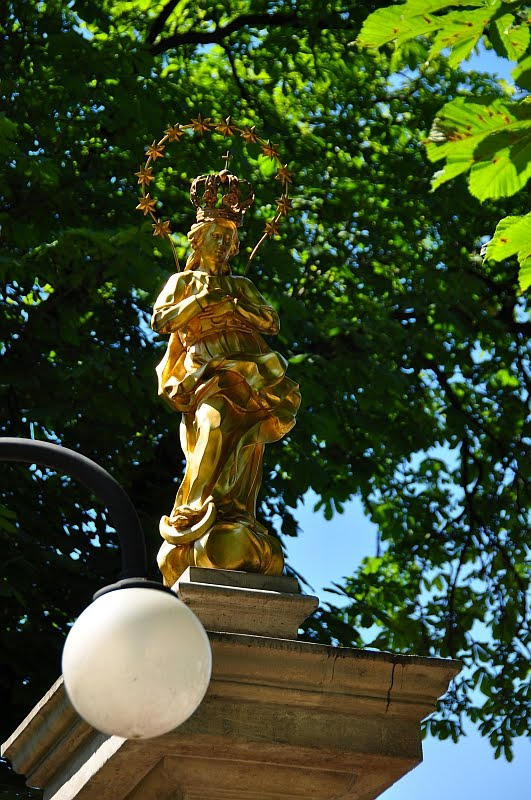
Скерневице
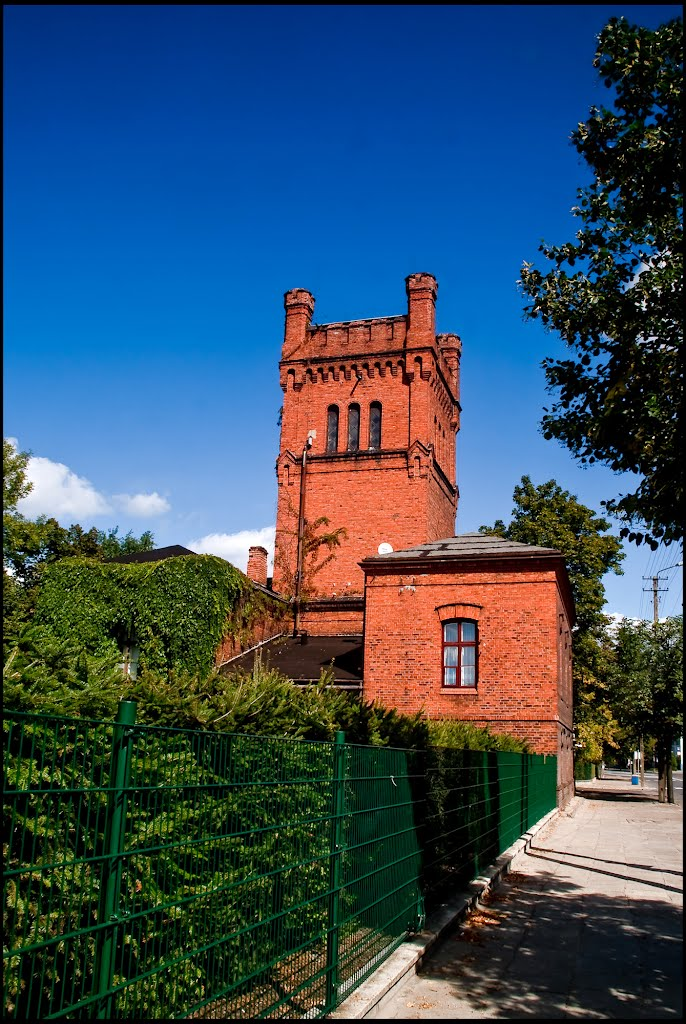
Скерневице

## Персоналии
- Елизавета Гессен-Дармштадтская (1895—1903) — единственная дочь Великого герцога Гессенского Эрнста Людвига и его первой жены, принцессы Виктории Мелиты Эдинбургской.
- Станислав Загая (1925—2004) — известный польский помолог, селекционер, член Польской академии наук, профессор и директор Института садоводства и цветоводства, расположенного в Скерневице.
- Эдвард Окунь (1872—1945) — польский художник.